# Dakosaurus
 Dakosaurus  war ein mariner Vertreter der Krokodile mit ungewöhnlich kurzer Schnauze, der vom mittleren Oberjura (Kimmeridgium) bis zur Unterkreide (Aptium) gelebt hat. Fossilien wurden in Europa und Argentinien gefunden.

## Entdeckung und Erstbeschreibung

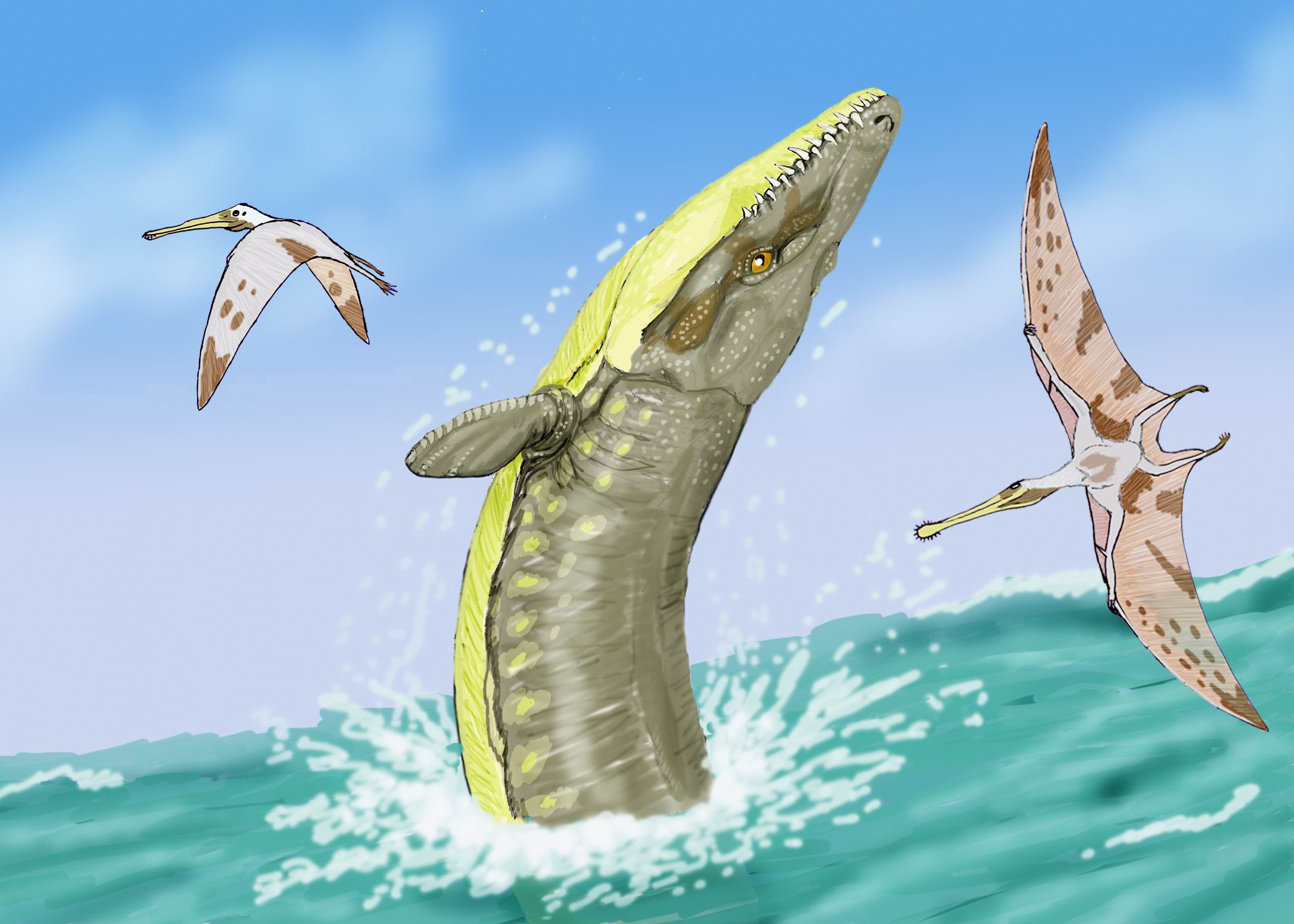
Lebendrekonstruktion von Dakosaurus maximus mit dem Pterosaurier Gnathosaurus subulatus

Die Gattung wurde 1856 von Friedrich August von Quenstedt anhand eines isolierten, zuvor von Plieninger als Geosaurus maximus beschriebenen Zahns aufgestellt.
Die größere der beiden gültigen Arten, Dakosaurus andiniensis, wurde 1996 von Studenten der Universidad de Buenos Aires im argentinischen Teil Patagoniens gefunden. Darunter war ein vollständig erhaltener fossiler Schädel. Von den an der Untersuchung beteiligten Wissenschaftlern erhielt der Fund aufgrund seiner für ein Krokodil ungewöhnlich kurzen Schnauze den Spitznamen „Godzilla“. Im Jahre 2006 wurde er in der Zeitschrift Science von der Paläontologin Zulma Gasparini von der Universidad Nacional de La Plata sowie D. Pol und L. A. Spalletti wissenschaftlich beschrieben.
Von Dakosaurus andiniensis wurden insgesamt drei Individuen entdeckt, eines auf Farmland in der Provinz Mendoza, zwei weitere in einer Felsformation der Provinz Neuquén. Diese Region war einst vom Pazifischen Ozean überflutet.

## Beschreibung

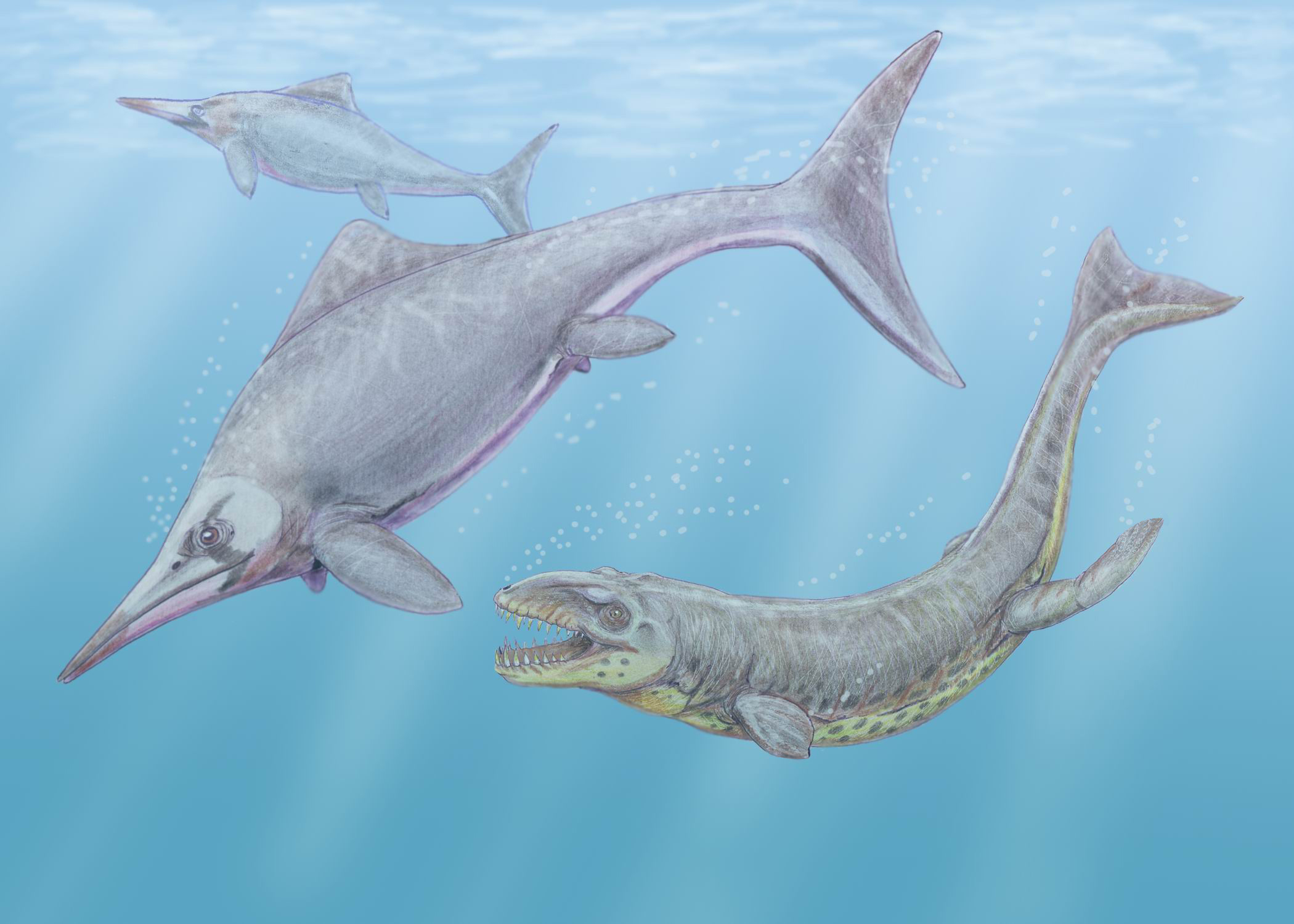
Dakosaurus andiniensis attackiert den Ichthyosaurier Caypullisaurus

Bei D. andiniensis handelte es sich um ein rein marines Lebewesen. Von seinen Vorfahren unterscheidet sich die Art vor allem in der Form des massiven Schädels, der eher an einen fleischfressenden Dinosaurier wie Tyrannosaurus rex als an andere Krokodile erinnert. Der Kiefer war einen Meter lang und mit bis zu 10 cm langen, spitzen Zähnen versehen.
Der Schädel und die Bezahnung deuten darauf hin, dass D. andiniensis, im Gegensatz zu gleichzeitig lebenden Verwandten, nicht (oder kaum) Fische, sondern Meeresreptilien wie Ichthyosaurier gejagt hat. In seiner Lebensweise ähnelte er wohl eher anderen große Beute jagenden Meeresbewohnern wie dem Weißen Hai oder dem Schwertwal.
D. andiniensis war bis zu sechs Meter lang. Anders als bei den rezenten Krokodilen waren seine Füße zu paddelähnlichen Flossen umgestaltet, die vermutlich der Stabilität beim Schwimmen dienten. Für den Antrieb sorgte der Schwanz.